# Брук, Джейн
Джейн Брук (англ. Jayne Brook, род. 16 сентября 1960) — американская актриса.

## Биография
Джейн Брук родилась в Нортбруке, Иллинойс и окончила Университет Дьюка со степенью бакалавра в 1982 году. Она дебютировала в 1987 году с небольшой роли в фильме «Супермен 4: Борьба за мир» и в последующие годы имела регулярную работу на телевидении и в кино.
Брук добилась наибольшей известности по своей роли доктора Дианы Град в телесериале «Надежда Чикаго», где она снималась с 1995 по 1999 год и получила три номинации на премию Гильдии киноактёров США. На большом экране Брук наиболее известна по роли в фильме 1997 года «Гаттака», и, кроме этого, имела заметные роли в фильмах «Детсадовский полицейский», «Ни слова маме о смерти няни» и «Девственно чистая память». На телевидении она также сыграла главную роль в недолго просуществовавшем сериале «Сирены» в 1993 году, а также была частью актёрского ансамбля драмы «Район» в 2000—2002 годах. Кроме этого, Брук сыграла одну из главных ролей в сериале «Джон Доу» в 2002—2003 годах.
Брук была гостем во многих телесериалах, среди которых были «Закон Лос-Анджелеса», «Ночь спорта», «Анатомия страсти», «Юристы Бостона», «Морская полиция: Спецотдел», «Братья и сёстры» и «Касл». Также у неё была периодическая роль в сериале «Частная практика» в 2008 году.

## Избранная фильмография
| Год       |   | Русское название                  | Оригинальное название                | Роль                     |
| --------- | - | --------------------------------- | ------------------------------------ | ------------------------ |
| 1987      | ф | Супермен 4: В поисках мира        | Superman IV: The Quest for Peace     | учительница              |
| 1990      | ф | Детсадовский полицейский          | Kindergarten Cop                     | мама Зака                |
| 1991      | ф | Не говори маме, что няня умерла   | Don’t Tell Mom the Babysitter’s Dead | Кэролин                  |
| 1993      | с | Закон Лос-Анджелеса               | L.A. Law                             | Беверли Халлеран         |
| 1994      | ф | Девственно чистая память          | Clean Slate                          | Пола                     |
| 1995      | ф | Прощай, любовь                    | Bye Bye Love                         | Клэр                     |
| 1995—1999 | с | Надежда Чикаго                    | Chicago Hope                         | доктор Дайан Град        |
| 1996      | ф | Последний танец                   | Last Dance                           | Джилл                    |
| 1997      | ф | Гаттака                           | Gattaca                              | Мари                     |
| 1998      | с | Завтра наступит сегодня           | Early Edition                        | доктор Дайан Град        |
| 1999—2000 | с | Ночь спорта                       | Sports Night                         | Эбби Джейкобс            |
| 2002—2003 | с | Джон Доу                          | John Doe                             | Джейми Эйвери            |
| 2003      | с | Без следа                         | Without a Trace                      | Энн Аткинс               |
| 2004      | с | C.S.I.: Место преступления Майами | CSI: Miami                           | Миа Экхарт               |
| 2004      | с | Джек и Бобби                      | Jack & Bobby                         | Сьюзан Креймер           |
| 2005      | с | Любовь вдовца                     | Everwood                             | миссис Роджерс           |
| 2006      | с | Анатомия страсти                  | Grey’s Anatomy                       | Гвен Грейбер             |
| 2006      | с | Юристы Бостона                    | Boston Legal                         | Рейчел Льюистон          |
| 2007      | с | Морская полиция: Спецотдел        | NCIS                                 | Линди Крошоу             |
| 2008      | с | Элай Стоун                        | Eli Stone                            | Ребекка Грин             |
| 2008      | с | Частная практика                  | Private Practice                     | доктор Мег Портер        |
| 2008—2011 | с | Братья и сёстры                   | Brothers & Sisters                   | Берта Уонделл            |
| 2009      | с | Касл                              | Castle                               | Клодия Питерсон          |
| 2009      | с | Чистильщик                        | The Cleaner                          | Мишель Дарем             |
| 2011      | с | Без координат                     | Off The Map                          | Линн                     |
| 2014      | с | Месть                             | Revenge                              | Лоретта Дитон            |
| 2014      | с | Риццоли и Айлс                    | Rizzoli & Isles                      | сенатор Валери Блумфилд  |
| 2017      | с | Особо тяжкие преступления         | Major Crimes                         | Вики Лендон              |
| 2017—2019 | с | Звёздный путь: Дискавери          | Star Trek: Discovery                 | адмирал Катрина Корнуэлл |